# Llunwerth II
Llunwerth ou Llwmbert foi um bispo de Meneva (actualmente St. Davids) no País de Gales medieval.
Os Anais de Gales e aponta-o como o sucessor directo do Bispo Nobis, enquanto a própria diocese o coloca numa posição de oito sucessores. Ele está registado no Livro de Llandaf como um contemporâneo de Tewdwr ab Elisedd, rei de Brycheiniog.
Os Anais de Gales registam-no servindo por uns improváveis 65 anos.
Ele às vezes é conhecido como Llunwerth II para distingui-lo de um bispo anterior com o mesmo nome.